# Мэттинсон, Барни
Барнетт «Барни» Мэттинсон (англ. Burnett "Burny" Mattinson; 13 мая 1935, Сан-Франциско, Калифорния, США — 27 февраля 2023, Канога Парк, Лос-Анджелес, Калифорния, США) — американский аниматор, режиссёр, продюсер и художник-раскадровщик Walt Disney Animation Studios, где он работал с 1953 года.
В 2008 году Мэттинсон был удостоен премии Легенды Диснея. Мэттинсон дольше всех был сотрудником The Walt Disney Company, его карьера длилась почти 70 лет.

## Ранние годы
Мэттинсон родился в Сан-Франциско в 1935 году. Его отец, Берни Мэттинсон, был джазовым барабанщиком, гастролировавшим с биг-бэндом Горация Хайдта. Его мать жила в Сан-Хосе, штат Калифорния, и работала там в театре, где и познакомилась со своим мужем. Оба родителя имели британские корни. Ещё до того, как ему исполнилось шесть лет, мать отвела его на мультфильм «Пиноккио» в театр «Орфей» в Сан-Франциско. Мэттинсон увлёкся анимацией и начал практиковаться в рисовании персонажей Диснея ещё в школьные годы. В 1945 году семья переехала в Лос-Анджелес, когда группа его отца распалась.
После окончания средней школы его мать спросила, чем он хочет заниматься профессионально. Мэттинсон ответил: «Может быть, я попробую в Дисней. Я пойду туда и посмотрю, можно ли найти работу». Его мать высадила его у ворот студии, где Мэттинсон передал свое портфолио охраннику. Впечатлённый, охранник немедленно позвонил Кену Сейлингу, начальнику отдела кадров. В то время в отделе анимации студии не было свободных вакансий, но Мэттинсон устроился на работу в отдел почты.

## Карьера
Джонни Бонд (художник промежуточных кадров (англ. in-betweener)) стал наставником Мэттинсона. После шести месяцев работы в отделе почты Мэттинсон начал работать художником промежуточных кадров для мультфильма «Леди и бродяга». После его выхода на экраны большинство аниматоров персонажей были уволены, но Барни присоединился к Джонни Уокеру, чтобы работать помощниками аниматора Марка Дэвиса в «Спящей красавице». Позже Уокер ушёл, и на его должность был назначен Мэттинсон. Там он работал над персонажем Малефисенты. Вспоминая об этом опыте, Мэттинсон рассказал: «Мы намеренно удерживали её под контролем и молчали, и мы позволили её диалогам играть за нас. Причина этого заключалась в том, что мы хотели использовать те моменты, когда она взрывалась, как акценты, которые напугали бы аудиторию. Мы сделали её милой и контролируемой, а затем специально позволили ей взорваться».
Мэттинсон создавал промежуточные кадры для «Ста одного далматинца»; он также нарисовал иллюстрации к фильму-экранизации по книге Little Golden Books. После очередного ухода сотрудника Мэттинсон по указанию Энди Энгмана был переназначен на работу ассистентом Эрика Ларсона. Под руководством Ларсона Барни анимировал Людвига фон Дрейка для телесериала «Walt Disney’s Wonderful World of Color». Вскоре за этим последовала работа над мультфильмами «Меч в камене», «Книга джунглей», «Коты-аристократы» и фильмом «Мэри Поппинс».
К 1970-м годам была начата внутренняя программа обучения помощников аниматоров. Мэттинсон записался в программу и сдал анимационный тест в течение восьми недель. Его анимационный «экзамен» принц Джон из «Робин Гуда» (1973) был одобрен, и Мэттинсон стал аниматором персонажей под руководством Олли Джонстона. Затем он работал над фильмом «Винни-Пух, а с ним и Тигра!», анимировав Кенгу, Ру, Тигру и Кролика. Тем временем Фрэнк Томас заметил миниатюрные наброски Мэттинсона и порекомендовал ему поработать над «Спасателями». Затем Маттинсон работал над раскадровками и разработал названия для фильма, которые он использовал в «Лисе и псе» и «Черном котле».
В «Черном котле» он, Мел Шоу и несколько художников-рассказчиков сняли несколько эпизодов, которые по содержанию совпадали с двумя книгами «Хроник Придейна» (первоисточник мультфильма). Во время собрания по раскадровке режиссёры раскритиковали эпизод, который снял Мэттинсон, — представление Тарана и Доллбена, — заявив, что он не готов к переходу в производство. Мэттинсон, известный своим спокойным характером, накричал на режиссёров, после чего у него появилось чувство, что он поставил под угрозу свою карьеру в Disney. Той ночью он вернулся домой подавленным, рассказав своей жене Сильвии о том, что произошло. Затем Сильвия напомнила ему о проекте, о котором мечтал Мэттинсон, призвав его «перестать говорить и начать делать». Давно желая создать проект с участием «Великолепной пятёрки» (Микки, Минни, Дональд, Гуфи, Плуто), Мэттинсон прослушал альбом Disneyland Storyteller 1974 года под названием «Адаптация рождественской песни Диккенса в исполнении героев Уолта Диснея», написанный Аланом Янгом (который также озвучивал Скруджа МакДака).
В марте 1981 года, по настоянию своей жены, Мэттинсон отправил письмо из двух абзацев и запись LP генеральному директору Disney Рону Миллеру. На следующий день Миллер вызвал Мэттинсона в свой кабинет, и гневно высказался о письме. Мэттинсон защищал свою идею, и в итоге Миллер заявив, что это «отличная идея», одобрил проект. В конце концов Мэттинсон стал режиссёром и продюсером «Рождественской истории Микки». По словам Мэттинсона, проект изначально задумывался как «24-минутный телесериал, который будет транслироваться ежегодно», начиная с Рождества 1982 года, но забастовка аниматоров в том же году задержала производство. Позже он был выпущен как короткометражка, приложенная к переизданию «Спасателей» 1983 года. Фильм был номинирован на премию «Оскар» за лучший анимационный короткометражный фильм в 1984 году, но проиграл «Воскресенью в Нью-Йорке».
Успех «Рождественской истории Микки» привел к тому, что Мэттинсона наняли в качестве одного из режиссёров «Великого мышиного сыщика». Во время производства в 1984 году Миллер, продюсировавший фильм, был вынужден уйти с поста генерального директора и президента, и его заменили Майкл Айснер и Фрэнк Уэллс. Рой Э. Дисней, который был председателем отдела анимации, назначил Мэттинсона продюсером, чтобы заменить Миллера. Однако Мэттинсон счёл обе обязанности продюсера и сорежиссёра слишком трудоемкими и решил остаться продюсером. Рон Клементис, к тому времени был художником-раскадровщиком, был приглашён на место Мэттинсона. Во время съемок фильма «Оливер и компания» Мэттинсон переехал в Орландо, штат Флорида, чтобы ненадолго поработать в Disney-MGM Studios и возглавить там отдел короткометражных фильмов. Там, в поисках нового проекта, съемочная группа решила завершить незаконченный короткометражный фильм о Микки Маусе под названием «Жизнь шмеля». Несколькими годами ранее, в 1981 году, Даан Джиппс обнаружил несколько элементов (включая записанный саундтрек). Используя собранные элементы, был снят аниматик (макет мультфильма) и показан руководителям Disney, но председатель студии Джеффри Катценберг отказался его завершить.
На протяжении 1990-х Мэттинсон работал художником-раскадровщиком почти во всех последующих анимационных фильмах Диснея, включая «Красавицу и Чудовище», «Аладдин» и «Король лев». Примерно в это же время он начал тесно сотрудничать с Джо Грантом, с которым впервые встретился при работе над «Красавицей и Чудовищем». Вместе с художником-раскадровщиком Вэнсом Джерри, трио было комично названо «гериатрами», которые предлагали адаптации детских книг и разрабатывали оригинальные сюжетные идеи. Одной из отвергнутых идей, которую Мэттинсон разработал вместе с Грантом, была «Битзи», в центре которой был индийский слон, который уезжает из дома, чтобы начать карьеру в Голливуде, но в конечном итоге работает на стоянке подержанных автомобилей и влюбляется. Затем Маттинсон работал главой сюжета над «Дамбо II», который позже был отменен Джоном Лассетером.
В 2008 году Мэттинсон был удостоен премии Disney Legends Award. Год спустя режиссёры Стивен Андерсон и Дон Холл наняли Мэттинсона для работы в качестве супервайзера сюжета мультфильма «Медвежонок Винни и его друзья» из-за его участия в короткометражных фильмах 1960-х годов. В марте 2011 года Мэттинсон объявил, что выдвигает идею полнометражного анимационного фильма с Микки Маусом в качестве главного героя.

## Личная жизнь и смерть
Мэттинсон женился на Сильвии Фрай, которая также работала художником промежуточных кадров в «Спящей красавице». У них трое детей и четверо внуков.
27 февраля 2023 года Мэттинсон умер в Канога Парк, Лос-Анджелес, в возрасте 87 лет. Мультфильм «Заветное желание» был посвящён ему.

## Фильмография
| Год  | Название                      | Роль                                                        |
| ---- | ----------------------------- | ----------------------------------------------------------- |
| 1955 | Леди и Бродяга                | Художник промежуточных кадров (В титрах не указан)          |
| 1958 | Пол Баньян                    | Аниматор персонажей (В титрах не указан)                    |
| 1959 | Спящая красавица              | Аниматор персонажей (В титрах не указан)                    |
| 1960 | Голиаф 2                      | Аниматор персонажей (В титрах не указан)                    |
| 1961 | 101 далматинец                | Художник промежуточных кадров (В титрах не указан)          |
| 1963 | Меч в камне                   | Аниматор персонажей (В титрах не указан)                    |
| 1964 | Мэри Поппинс                  | Художник промежуточных кадров (В титрах не указан)          |
| 1966 | Винни-Пух и медовое дерево    | Аниматор                                                    |
| 1967 | Книга джунглей                | Аниматор                                                    |
| 1968 | Винни-Пух и день забот        | Аниматор                                                    |
| 1970 | Коты-аристократы              | Аниматор                                                    |
| 1971 | Набалдашник и метла           | Художник промежуточных кадров (В титрах не указан)          |
| 1973 | Робин Гуд                     | Аниматор персонажей                                         |
| 1974 | Винни-Пух, а с ним и Тигра!   | Аниматор                                                    |
| 1977 | Приключения Винни             | Аниматор                                                    |
| 1977 | Спасатели                     | Сценарист                                                   |
| 1977 | Дракон Пита                   | Сценарист                                                   |
| 1978 | Ослик                         | Сценарист                                                   |
| 1981 | Лис и пёс                     | Сценарист                                                   |
| 1983 | Винни-Пух и день для Иа       | Аниматор                                                    |
| 1983 | Рождественская история Микки  | Сценарист/Режиссёр/Продюсер                                 |
| 1985 | Чёрный котёл                  | Создание эпизодов                                           |
| 1986 | Великий мышиный сыщик         | Сценарист/Режиссёр/Продюсер                                 |
| 1987 | Отважный маленький тостер     | Создание эпизодов                                           |
| 1988 | Оливер и компания             | Помощь (в титрах упомянут в разделе «Особая благодарность») |
| 1990 | Принц и нищий                 | Художник-раскадровщик                                       |
| 1991 | Красавица и Чудовище          | Сценарист                                                   |
| 1992 | Аладдин                       | Сценарист                                                   |
| 1994 | Король Лев                    | Сценарист                                                   |
| 1995 | Покахонтас                    | Сценарист                                                   |
| 1996 | Горбун из Нотр-Дама           | Сценарист                                                   |
| 1998 | Мулан                         | Сценарист                                                   |
| 1999 | Тарзан                        | Сценарист                                                   |
| 2008 | Феи                           | Сценарист                                                   |
| 2011 | Медвежонок Винни и его друзья | Супервайзер сюжета                                          |
| 2014 | Город героев                  | Художник-раскадровщик                                       |
| 2018 | Ральф против интернета        | Дополнительный художник-раскадровщик                        |
| 2022 | Странный мир                  | Художник-раскадровщик                                       |
| 2023 | Однажды в студии              | В роли самого себя (посмертное появление)                   |